# Pijiguaia
Pijiguaia is een geslacht van hooiwagens uit de familie Zalmoxioidae.
De wetenschappelijke naam Pijiguaia is voor het eerst geldig gepubliceerd door González-Sponga in 1998. 

## Soorten
Pijiguaia is monotypisch en omvat slechts de volgende soort:
- Pijiguaia albina